# Calvar
Calvar (URUza-la-wa-ar, Zalwār, Zalawār, Zarwār, Zalbar vagy Zalpaḫ) a korahettita kor egyik hatalmi központja. Pontos helyzete, azonosítása bizonytalan, talán a mai Kırkhanban feltárt, i. e. 2. évezredbeli romokkal azonos. Ezt a pozíciót az i. e. 18. századi említések nem cáfolják. Zimrí-Lim uralkodásának első felében először mint Mári vazallusa tűnik fel, majd önállósodott, sőt elfoglalta Hasszumot (asszír Mama) is. Később Jamhad, majd Mitanni fennhatósága alá került, végül a terület a hettita hódításokkal a Hettita Birodalom foglalta el. Nem tudni, hogy ekkor (i. e. 14. század) a város lakott volt-e még. Az i. e. 16. század közepétől valószínűleg nem, de legalábbis nem volt jelentős.
A települést nevezik még „második Calpa” néven. A kettő közül ez volt a kárumjogú az óasszír kereskedelem korában. Az Assurból Kanis felé haladó karavánút állomása volt, és bár kerülőnek tűnik, nem lehetetlen. A karavánút Márit és Karkemist is érintette, sőt Karkemis volt a legfontosabb átrakodó állomása. A mai Kırkhan 150 km-re kelet-délkeletre fekszik Karkemistől.
Első hettita említései az i. e. 18. századra datálhatók. A CTH#1 („Anittasz kiáltványa”), a CTH#2 („Anumhervasz és Calpa”), valamint a CTH#3 („Calpa-szöveg”) egyaránt za-al-pu(-az/aš/wa) vagy za-al-pa néven beszélnek egy-egy városról. Ezek közül a második, és talán a harmadik beszél Calvarról. A CTH#3 egy eredetmítosz és több történelmi esemény elbeszélése. A mese akkád előzményekre vezethető vissza. A Calpa-szövegből nem derül ki, hogy Calpáról vagy Calvarról szól-e, feltehető, hogy az itt említett Calpa inkább Calvart takarja. Az Anumhervasz és Calpa című dokumentum Anittasz és Calpa konfliktusát meséli el, de valószínű, hogy itt Calvarról van szó, mivel Zimrí-Lim idejében Anumhirbis (Anum-ḫirbiš) néven írnak Calvar királyáról. Ha Anumhervasz és Anumhirbis azonos – amit nyelvészetileg sem lehet kizárni –, akkor Anittasz halála utánra tehető Calvar terjeszkedése Hasszum felé.
Valamilyen úton-módon a Hettita Birodalom fennhatósága alá került az i. e. 16. századra, talán Jamhad meghódításával párhuzamosan. Valószínűleg a birodalom egyik hercegségének központja lett. A Calpa-szöveg alapján még a Hattuszaszban székelő hettita királyok idején is, vagyis feltétlenül I. Hattuszilisz után is önálló volt, de a szöveg nem írja le a hettita királyok ellenfelének nevét. A szöveg alapján volt önálló uralkodója a városnak Anumhervasz és Hattuszilisz között, de hézag van az időrendben, erről a periódusról semmit sem árul el. Az itt említett Hakkarpilisz herceg Papahdilmah vagy PU-Szarruma, Happi pedig I. Hattuszilisz fia lehetett. A szövegből közvetlenül csak az derül ki, hogy mindketten a hattuszaszi uralkodó fiai, és kormányzóságul kapták a várost. A hattuszaszi király(ok) két fiának cselekedetei után a dokumentum a lázadó Calpa (Calvar) bevételével és elpusztításával végződik.
Az Arnuvandasz és Aszmu-Nikal imájában, az i. e. 14. században feltűnő Calpa név már biztosan nem vonatkozhat Calvarra, mivel a kaszkákkal kapcsolatban említik. Ez mindenképpen ez északi Calpára utal.